# Sonchus microcarpus
Sonchus microcarpus là một loài thực vật có hoa trong họ Cúc. Loài này được (Boulos) U.Reifenb. & A.Reifenb. miêu tả khoa học đầu tiên năm 1996.